# Michelle De Jongh
Michelle Helene Isabelle De Jongh, född 19 maj 1997, är en svensk fotbollsspelare som spelar för Linköping FC i damallsvenskan.

## Klubbkarriär
De Jonghs moderklubb är Mariestads BoIS FF. Hon gjorde två mål för klubben 2011 i Division 2 Norra Götaland. Under 2012 vann hon klubbens interna skytteliga med åtta mål och hjälpte Mariestads BoIS att ta steget upp i Division 1.
I januari 2013 skrev De Jongh på för allsvenska KIF Örebro, kontraktet började dock inte gälla förrän den 1 juli samma år. I juni 2013 skadade hon dock korsbandet och blev borta för resten av säsongen. Under sin debutsäsong gjorde hon totalt åtta inhopp för KIF Örebro. KIF Örebro slutade sist i Damallsvenskan 2017 och blev nedflyttade till Elitettan.
I november 2017 värvades De Jongh av Vittsjö GIK. I januari 2021 lånades hon ut till franska Division 1 Féminine-klubben FC Fleury 91 på ett låneavtal över resten av säsongen 2020/2021. I januari 2022 värvades De Jongh av spanska Madrid CFF.
I juni 2022 återvände De Jongh till Sverige och skrev på ett 2,5-årskontrakt med Linköping FC. I november 2024 förlängde hon sitt kontrakt med två år.

## Landslagskarriär
De Jongh var lagkapten för F15-landslaget när de spelade sin första landskamp mot Norge den 18 september 2012. Hon blev även uppflyttad och fick spela två av tre EM-kvalmatcher med F16-landslaget under 2012. Totalt spelade De Jongh fem matcher samt gjorde ett mål för Sveriges U17-landslag.
Hon var även en del av det landslag som spelade U19-Europamästerskapet i Israel i juli 2015. De Jongh och Sverige vann guld efter att ha besegrat Spanien i finalen med 3–1.

## Meriter
Sverige U19
- Vinnare av U19-Europamästerskapet: 2015